# Michael Pataki
Michael Pataki (* 16. Januar 1938 in Youngstown; † 15. April 2010 in North Hollywood, Los Angeles) war ein US-amerikanischer Schauspieler und Regisseur.

## Frühes Leben und Theaterrollen
Pataki wurde in Youngstown in Ohio geboren. Seine Eltern stammten aus Ungarn. Er besuchte die University of Southern California und schloss dort mit einem Double-Degree (Double Major) in Politikwissenschaft und Schauspiel ab. Seit 1958 war er als Schauspieler aktiv. Er schaffte seinen Durchbruch 1966 bei einem Sommertheaterfestival in Edinburgh. Er spielte den Jerry in dem Theaterstück Die Zoogeschichte von Edward Albee. In den 1970er Jahren wirkte Pataki in einigen Off-Broadway-Produktionen mit. 1971 spielte er am Fortune Theatre in New York City den Suphkin in The Jumping Fool. 1971/1972 trat er mit der Center Theatre Group auf.

## Fernsehkarriere
Pataki trat in zahlreichen Fernsehserien auf, darunter in den Schwarzweißserien Playhouse 90, Twilight Zone und Der Onkel vom Mars und frühen Farbsendungen wie The Flying Nun, Bonanza und Die grüne Hornisse. Er hatte eine feste Rolle in The Amazing Spider-Man und eine wiederkehrende Gastrolle in der Fernsehserie Ein Sheriff in New York. Eine seiner bekanntesten Rollen war „Korax“, der Klingone, der in der Star-Trek-Episode Kennen Sie Tribbles? (The Trouble with Tribbles) eine Schlägerei in der Bar anfing. Er stellte auch Gouverneur Karnas in der Raumschiff Enterprise – Das nächste Jahrhundert-Episode Too Short a Season und sprach den George Liquor in den Episoden der Ren und Stimpy-Show mit den Titeln Dog Show and Man's Best Friend. Er war auch als Sprecher in weiteren Zeichentrickserien aktiv. In einer Episode von Batman: The Animated Series sprach er den Sewer King. Er war auch die Stimme der Kuh („The Cow“) in Oh Schreck, oh Graus: Die Supermaus.

## Filmkarriere
Seine erste Rolle hatte er in dem Film Ein Mann in den besten Jahren. Patakis Filmauftritte umfassen Rocky IV – Der Kampf des Jahrhunderts, wo er Nicoli Koloff, den Sportadministrator des russischen Teams, darstellte. Er wirkte in Easy Rider mit. Er war der Staatsanwalt in Mord im Zwiebelfeld und der Operator of The Hands in dem Science-Fiction-Film Andromeda – Tödlicher Staub aus dem All. Remo – unbewaffnet und gefährlich, American Anthem, Verschollen im Bermuda-Dreieck und Halloween IV – Michael Myers kehrt zurück sind weitere bekannte Titel.
Pataki wirkte auch in zahlreichen B-Filmen mit. In Zoltan, Draculas Bluthund spielte er an der Seite von Reggie Nalder und José Ferrer einen Nachfahren von Drakula, der von einem vampirischen Dobermann verfolgt wird. Pataki wirkte in weiteren Horrorfilmen mit, zum Beispiel Grave of the Vampire, Die sieben Pranken des Satans, Tot & begraben, Terror at Alcatraz, Graduation Day – 7 Tage zur Ewigkeit und Bat People – Die Blutsauger. Er trat in drei Filmen auf, die in der Comedyserie Mystery Science Theater 3000 lächerlich gemacht wurden: Superdome (ep. K15), Sidehackers (Zoltan, Draculas Bluthund) (ep. 202) und It Lives By Night (Bat People – Die Blutsauger) (ep. 1010).
Bei dem Horrorfilm Das Haus mit dem Folterkeller mit Richard Basehart führte er Regie. Pataki führte 1977 Regie bei der Filmklamotte Die tolle Geschichte der C., einer Verfilmung des Cinderella-Stoffes als erotische Musicalkomödie. Er war, gemeinsam mit David Sheehan, Co-Produzent bei der Verfilmung der Bühnenfassung des Musicals Pippin mit William Katt in der Hauptrolle.

## Tod
Pataki starb am 15. April 2010 im Alter von 72 Jahren an den Folgen von Krebs. Patakis Tod wurde zunächst nur im Branchenblatt Variety gemeldet. In den ersten Wochen gab es zunächst nur Todesmeldungen in diversen Foren und Blogs.

## Filmografie (Auswahl)
als Schauspieler
- 1958: Die jungen Löwen (The Young Lions)
- 1958: Ein Mann in den besten Jahren (10 North Frederick)
- 1958: Dezernat M (M Squad, Fernsehserie, Folge 2x02 Dead or Alive)
- 1959: Letter to Loretta (Fernsehserie, Folge 7x10 Vengeance Is Thine)
- 1960: Not for Hire (Fernsehserie, Folge 1x14 A Matter of Courage)
- 1960: Hawaiian Eye (Fernsehserie, Folge 2x12 The Contenders)
- 1961: Sprung aus den Wolken (Ripcord, Fernsehserie, Folge 1x05 The Condemned)
- 1961: The Case of the Dangerous Robin (Fernsehserie, Folge 1x14 The Strad)
- 1961: Target: The Corruptors (Fernsehserie, Folge 1x03 The Platinum Highway)
- 1961: Unglaubliche Geschichten (The Twilight Zone, Fernsehserie, Folge 3x15 A Quality of Mercy)
- 1962: Saints and Sinners (Fernsehserie, Folge 1x09 Luscious Lois)
- 1963: Rockabye the Infantry (Kurzfilm)
- 1963: Combat! (Fernsehserie, Folge 2x12 Ambush)
- 1964: Cowboys (Rawhide, Fernsehserie, Folge 7x05 A Man Called Mushy)
- 1964–1965: Bob Hope Presents the Chrysler Theatre (Fernsehserie, 2 Folgen)
- 1965: Slattery’s People (Fernsehserie, Folge 1x15 Question: What Did You Do All Day, Mr. Slattery?)
- 1965: Mein Onkel vom Mars (My Favorite Martian, Fernsehserie, Folge 2x20 A Martian Fiddles Around)
- 1965: Die Seaview – In geheimer Mission (Voyage to the Bottom of the Sea, Fernsehserie, Folge 1x27 The Exile)
- 1965: Ben Casey (Fernsehserie, Folge 4x29 Did Your Mother Come from Irland, Ben Casey?)
- 1966: Batman (Fernsehserie, 2 Folgen)
- 1967: Gefährlicher Alltag (Felony Squad, Fernsehserie, Folge 1x22 Breakout)
- 1967: Kobra, übernehmen Sie (Mission: Impossible)
- 1967: Raumschiff Enterprise (Star Trek)
- 1969: Easy Rider
- 1971: Andromeda – Tödlicher Staub aus dem All (The Andromeda Strain)
- 1971: Die sieben Pranken des Satans (The Return of Count Yorga)
- 1972: Columbo: Etüde in Schwarz (Étude in Black, Fernsehreihe)
- 1974: Grave of the Vampire
- 1974: Bat People – Die Blutsauger (The Bat People)
- 1977: Verschollen im Bermuda-Dreieck (Airport '77)
- 1978: Superdome
- 1978: Zoltan, Draculas Bluthund (Dracula's Dog)
- 1979: Mord im Zwiebelfeld (The Onion Field)
- 1979: Die Weiche steht auf Tod (Disaster on the Coastliner) (Fernsehfilm)
- 1980 Hebt die Titanic (Raise the Titanic)
- 1982: T. J. Hooker
- 1982, 1984: Ein Colt für alle Fälle (The Fall Guy)
- 1983, 1987: Cagney & Lacey
- 1985: Remo – unbewaffnet und gefährlich (Remo Williams: The Adventure Begins)
- 1985: Rocky IV – Der Kampf des Jahrhunderts (Rocky IV)
- 1986: American Anthem
- 1988: Raumschiff Enterprise – Das nächste Jahrhundert (Star Trek: The Next Generation, Fernsehserie)
- 1988: Halloween IV – Michael Myers kehrt zurück (Halloween 4: The Return of Michael Myers)
- 1992–1993: Ren und Stimpy (The Ren and Stimpy Show, Stimme)
- 1996: Dexters Labor (Dexter’s Laboratory, Stimme)
- 2003: Edge of Nowhere
- 2008: Chthonic
- 2010: Trim

als Regisseur
- 1976: Das Haus mit dem Folterkeller (Mansion of the Doomed)
- 1977: Die tolle Geschichte der C. (Cinderella)
- 1977: The Hardy Boys/Nancy Drew Mysteries

als Produzent
- 1981: Pippin: His Life and Times (Associate Producer)
- 2003: The Looking Glass